# Zelindopsis nigripalpis
Zelindopsis nigripalpis là một loài ruồi trong họ Tachinidae.